# Janów Lubelski
Janów Lubelski là một thị trấn thuộc huyện Janowski, tỉnh Lubelskie ở đông-nam Ba Lan. Thị trấn có diện tích 15 km². Đến ngày 1 tháng 1 năm 2011, dân số của thị trấn là 11904 người và mật độ 804 người/km².